# Kreuz Frankenthal
Het Kreuz Frankenthal is een knooppunt in de Duitse deelstaat Rijnland-Palts. Op dit klaverbladknooppunt kruist de A61 (Nederlandse grens-Dreieck Hockenheim) de A6 (Franse grens-Tsjechische grens).

## Geografie
Het knooppunt ligt ten noordwesten van de stad Frankenthal in de gemeenten Heßheim en Beindersheim. Nabijgelegen steden en dorpen zijn Frankenthal, Großniedesheim, Bobenheim-Roxheim en Heuchelheim. Het knooppunt ligt ongeveer 15 km ten noordwesten van Ludwigshafen am Rhein en ongeveer 15 km ten zuiden van Worms.

## Rijstroken
Nabij het knooppunt hebben beide snelwegen 2x2 rijstroken. Alle verbindingsbogen hebben één rijstrook.

## Verkeersintensiteiten
In 2010 werd het knooppunt dagelijks door ongeveer 105.000 voertuigen gebruikt. 
| Van                | Naar                   | Gemiddeld aantal voertuigen per dag | Percentage vrachtverkeer |
| ------------------ | ---------------------- | ----------------------------------- | ------------------------ |
| AS Grünstadt (A 6) | AK Frankenthal         | 46.100                              | 15,3 %                   |
| AK Frankenthal     | AS Frankenthal (A 6)   | 43.700                              | 12,1 %                   |
| AS Worms (A 61)    | AK Frankenthal         | 50.700                              | 18,8 %                   |
| AK Frankenthal     | AK Ludwigshafen (A 61) | 69.300                              | 19,6 %                   |

## Richtingen knooppunt
| Aansluitende wegen                    | Aansluitende wegen                                                    | Aansluitende wegen                                                       | Aansluitende wegen | Aansluitende wegen |
| ------------------------------------- | --------------------------------------------------------------------- | ------------------------------------------------------------------------ | ------------------ | ------------------ |
|                                       |                                                                       | richting Worms / Mainz Koblenz                                           |                    |                    |
|                                       |                                                                       |                                                                          |                    |                    |
| richting Kaiserslautern / Saarbrücken | richting Frankenthal-Nord Ludwigshafen-Nord Mannheim / Frankfurt a.M. |                                                                          |                    |                    |
|                                       |                                                                       |                                                                          |                    |                    |
|                                       |                                                                       | richting Ludwigshafen / Speyer Neustadt (Weinstr.) Karlsruhe / Heilbronn |                    |                    |